# Couperin (cràter)
Couperin és un cràter d'impacte en el planeta Mercuri de 80 km de diàmetre. Porta el nom del compositor francès François Couperin (1688-1733), i el seu nom va ser aprovat per la Unió Astronòmica Internacional el 1979.